# Vestervig-Agger Kommune
Vestervig-Agger Kommune blev oprettet i 1842 og nedlagt i 1970. 
I 1954 blev området syd for Thyborøn Kanal afstået til den nyoprettede Thyborøn Kommune, der ved samme lejlighed blev overført til Ringkøbing Amt. (Fra 2007 en del af Lemvig Kommune i Region Midtjylland).  
Vestervig-Agger Kommune hørte til Thisted Amt. I 1970 kom området til Sydthy Kommune i Viborg Amt. Fra 2007 er området en del af Thisted Kommune i Region Nordjylland.